# 面識
面識（めんしき、英: acquaintance）とは、互いに相手の顔を見知っている事。顔見知りのこと。一般的には、有る無しで表現される。例文：「あの人とは面識がある。」、「一面識も無い。」など。

## 面識が出来るまで
ここでは面識が出来るまでの一連の流れを順を追って解説する。
- 全く顔を知らない人同士が、面識を作るために会うことを顔合わせと呼ぶ。
- 顔を合わせることを対面、更に初めての対面を初対面、初対面同士の人との間に立ち、仲介をする人を顔繋ぎと言う。
- 初対面で、すぐに親しくなれる人は社交的と言える。なお、幼児などが見慣れない人を拒絶することを人見知りという。
- 対面した段階で、一応の面識は出来るが、大抵の場合、より一層親交を深めるために、お互い自己紹介を行う。それにより、相手の様々な情報を知ることが出来る。
- そして、面識が深まり、仲のよくなった人同士を顔馴染みと呼称する。

## 挨拶
初対面で、面識がない場合の挨拶は「初めまして」。また、お互いに名刺交換をすることも多い。

## 面識の効果
- 信用も信頼もそこから発生する。面識がなければ、相手に対する最低限の愛情も発生しない。
- 犯罪や容疑の有無を確認できる。
- 都市部などでは当てはまらないケースもあるが、ストーカー行為の大部分は面識のある者による行為である。